# Charlotte Norrie
Charlotte Helga Norrie (født 12. oktober 1855 i Altona, død 19. december 1940 i København) var en dansk sygeplejerske og kvindesagsforkæmper.

## Familie og uddannelse
Charlotte var datter af generalmajor Johannes Wilhelm Anthonius Harbou og filantropen Louise Ulrikke Marianne Hellesen, og kendt under navnet Louise Harbou. Efter faderens deltagelse som officer i 2. Slesvigske krig i 1864, led hans karriere som officer et afbræk, hvilket fik økonomiske følger for familien. Derfor blev der ikke set skævt på at både Charlotte og hendes tre søstre, Dagmar, Alvilda og Inger, ønskede at uddanne sig - det var en nødvendighed.
I 1877-80 arbejdede Charlotte som privatlærerinde hos familien Langkilde på den fynske herregård Juulskov. I 1880 forlod hun dog sin post som lærerinde og gik i stedet ind i sygepleje på Almindelig Hospital under overlæge Ludvig Israel Brandes. I 1881 supplerede hun sin uddannelse på Dronning Louises Børnehospital.

## Ægteskab og karriere
I 1895 giftede hun sig med stabslægen Gordon Norrie. Fra 1881 afholdte de sammen en række kurser i elemæntær sygepleje og nødhjælp. Mere end 500 kvinder gennemgik kurserne. Nogle af disse kvinder kom fra hendes moders filantropiske foretagender.
Allerede i 1880'erne påpegede Charlotte, at der var mangel på sygeplejersker i Danmark. Hun kritiserede ydermere de eksisterende hospitalsuddannelser for at være utidssvarende og utilstrækkelige. Også Dansk Røde Kors vurderede hun som værende ineffektive på uddannelsesfeltet. Hun ønskede private sygeplejeskoler oprettet som betalingsskoler, som skulle drives af frivillige foreninger med supplerende statsstøtte.
Allerede i 1888 offentliggjorde hun sine idéer for en sygeplejeskole i Ugeskrift for Læger, men det blev først en realitet i 1910, da Rigshospitalet åbnede landets første egentlige sygeplejeskole.

## Kvindebevægelsen
Fra 1898 fungerede Charlotte som bestyrelsesmedlem i Dansk Kvindesamfunds Københavnskreds. Fra 1900 undtil 1901 var hun her næstformand, men hun stillede ikke op til genvalg efterfølgende.
I 1899 gik hun sammen med den engelskfødte Elly Nienstædt og oprettede Dansk Kvinderåd (senere Danske Kvinders Nationalråd). Dansk Kvinderåd var en dansk afdeling af International Council of Women, som blev stiftet i 1888. Charlotte blev i 1899-1904 den første sekretær af Dansk Kvinderåd, men da formanden Ida Falbe-Hansen var stærkt sygdomssvækket, fungerede Charlotte som de facto formand.
Hun var også i 1898 med til at stifte Danske Kvindeforeningers Valgretsudvalg (skiftede i 1904 navn til Danske Kvindeforeningers Valgretsforbund) og i 1904 rejse hun til Berlin med en veninde, Dagmar Schmiegelow, og var her med til at stifte International Woman Suffrage Alliance.
Selv mente Charlotte, at hun slog det største slag for kvindesagen med oprettelsen af Danske Kvinders Forsvarsforening i 1907. Foreningen var født af frygten for Tysklands voksende militære styrke og det øgede spændingsforhold imellem stormagterne. Foreningens formål var at samle kvinder på tværs af partier og sociale stande med henblik på at styrke forsvarsviljen og presse regeringen til at bevillige flere penge til det danske forsvar. Charlotte var formand for foreningen fra den skabelse i 1907 frem til 1915, hvor hun blev væltet og erstattet af Agnes Slott-Møller.

## Ejra-Skolen
i 1920-27 vendte Charlotte tilbage til sygeplejefaget og pædagogikken på Ejra-skolen, der underviste i sygepleje og nødhjælp. Allerede i 1880'erne havde hun givet lyd til idéen om kvindelig værnepligt, og det var denne idé der fik hende til at vende sig mod Ejra-skolen. Charlotte var af den overbevisning, at kvinders kamp for lige rettigheder også inkluderede lige rettigheder overfor stat og samfund, f.eks. i form af værnepligt. Hun mente at kvinder, som medborgere, burde tage del i forskellige former for ulønnet og frivillig samfundstjeneste. Dette skulle være en form for pendant til den militære værnepligt, som hun fra 1919 fremefter mente burde inkludere kvinder.